# Aluminiumcitrat
Aluminiumcitrat ist eine chemische Verbindung, die das Aluminiumsalz der Citronensäure darstellt.

## Darstellung
Das Dimer der Verbindung entsteht bei Zugabe von Citronensäure zu einer heißen Lösung von Aluminiumhydroxid.

## Verwendung
Aluminiumcitrat kann als Vernetzer für viele Polymere in der Ölindustrie verwendet werden. Es wird auch als Antitranspirant eingesetzt.

## Sicherheitshinweise
In einer Studie aus dem Jahr 1996 wurde gezeigt, dass bei Verabreichung von Aluminiumcitrat 50-mal so viel Aluminium in den Körper gelangt wie bei Aluminiumhydroxid.